# Reece James (Fußballspieler, 1999)
Reece James (* 8. Dezember 1999 in London) ist ein englischer Fußballspieler, der beim FC Chelsea unter Vertrag steht. Seit der Saison 2023/24 ist er Kapitän der Mannschaft. 

## Karriere

### Im Verein
Der in London geborene James kam im Alter von sechs Jahren zu Chelsea und wurde im März 2017 zum Profifußballer. In der Saison 2017/18 hatte er als Kapitän mit der U18 den FA Youth Cup gewonnen und wurde zum Academy-Spieler der Saison ernannt. Zudem absolvierte er 20 Ligaspiele (18-mal von Beginn) für die U23 in der Premier League 2, in denen er 3 Tore erzielte.
Zur Saison 2018/19 verlängerte James seinen Vertrag beim FC Chelsea bis zum 30. Juni 2022 und wechselte für ein Jahr auf Leihbasis zum Zweitligisten Wigan Athletic. Dort etablierte sich der Rechtsverteidiger sofort als Stammspieler und kam in 45 Ligaspielen (44-mal von Beginn) zum Einsatz, in denen er 3 Tore erzielte. Bereits im März wurde er in das beste Team der Saison gewählt.
Zur Saison 2019/20 kehrte James zum FC Chelsea zurück, der aufgrund einer Transfersperre keine neuen Spieler verpflichten durfte. Vom Cheftrainer Frank Lampard wurde er in den Kader der Profimannschaft aufgenommen. Zur Saison 2023/24 wurde er zum Kapitän der Londoner ernannt.

### In der Nationalmannschaft
Im Juli 2017 gehörte James zum englischen U19-Kader, der die UEFA-U19-Europameisterschaft 2017 gewann.
Am 5. Oktober 2020 wurde James von Trainer Gareth Southgate nach der Verletzung von Raheem Sterling erstmals in die A-Nationalmannschaft berufen. Sein Debüt gab er am 8. Oktober im Wembley-Stadion, als er beim 3:0-Sieg gegen Wales in der 58. Minute für Kieran Trippier eingewechselt wurde.
Im Jahr 2021 wurde er in den englischen Kader für die Fußball-Europameisterschaft berufen, der das Finale gegen Italien im Elfmeterschießen im heimischen Wembley-Stadion verlor.
Aufgrund von Verletzungsproblemen verpasste er die Fußball-Weltmeisterschaft 2022.

## Persönliches
James kommt aus dem Londoner Viertel Redbridge und ist mütterlicherseits englischer und väterlicherseits karibischer (Dominica, Grenada) Abstammung. Seine Schwester Lauren ist  ebenfalls Fußballprofi.

## Erfolge
Verein
- FA Youth Cup: 2018
- UEFA Champions League: 2021
- UEFA Super Cup: 2021
- FIFA-Klub-Weltmeisterschaft: 2021, 2025
- Conference-League-Sieger: 2025

Nationalmannschaft
- U19-Europameister: 2017
- Vize-Europameister: 2021

Persönliche Auszeichnungen
- Academy-Spieler der Saison: 2017/18